# James Purdey & Sons
James Purdey & Sons, communément appelé Purdey, est un fabricant britannique d'armes et de fusils de chasse.
Fondée en 1814, la fabrique mit au point des armes réputées pour leur finesse, utilisant les technologies les plus modernes. Sa reconnaissance fut telle qu'il devint l'armurier attitré de plusieurs familles royales européennes.  

## Historique
La marque fut fondée en 1814, un an avant la bataille de Waterloo. Le fondateur, James Purdey, avait précédemment travaillé en tant que stockiste pour le fabricant d'armes Joseph Manton. Purdey installa peu après son magasin dans les anciens locaux de Manton en 1826. En 1838, la reine Victoria est enregistrée comme ayant acheté une paire de pistolets Purdey. 
James Purdey Junior assura le fonctionnement de la société dès 1858. Durant toute sa vie, il opéra de rapides changements au niveau du design des armes. James Junior fut considéré comme un innovateur. On lui doit l'« express », le fameux verrou Purdey. Il déposa en outre plusieurs brevets, dont beaucoup furent adoptés par d'autres armuriers.
Richard Purdey, descendant direct de James Purdey, ex-président de Purdey & Sons, se retira des affaires en février 2007, et c'est dorénavant Nigel Beaumont qui assure cette fonction.
La marque de fusils est à l'origine du nom de la dernière héroïne de la série culte britannique Chapeau melon et bottes de cuir (1976-1977) : Purdey, interprétée par Joanna Lumley. 